# Vuelta a Asturias 2021
La Vuelta a Asturias 2021, sessantatreesima edizione della corsa, valida come prova dell'UCI Europe Tour 2021 categoria 2.1, si svolse in tre tappe dal 30 aprile al 2 maggio su un percorso di 510,3 km con partenza da Oviedo e arrivo al Monte Naranco nelle Asturie in Spagna. La vittoria fu appannaggio del colombiano Nairo Quintana, il quale completò il percorso in 13h34'27", precedendo lo spagnolo Antonio Pedrero ed il francese Pierre Latour.
Sul traguardo di Monte Naranco 94 ciclisti, su 109 partiti da Oviedo, portarono a termine la competizione.

## Tappe
| Tappa  | Data      | Percorso                          | km    | Vincitore di tappa | Leader cl. generale |
| ------ | --------- | --------------------------------- | ----- | ------------------ | ------------------- |
| 1ª     | 30 aprile | Oviedo > Pola de Lena             | 184,5 | Nairo Quintana     | Nairo Quintana      |
| 2ª     | 1º maggio | Candás > Cangas del Narcea        | 200,5 | Héctor Carretero   | Nairo Quintana      |
| 3ª     | 2 maggio  | Cangas del Narcea > Monte Naranco | 125,3 | Pierre Latour      | Nairo Quintana      |
| Totale | Totale    | Totale                            | 510,3 |                    |                     |

## Squadre e corridori partecipanti
| N.    | Cod. | Squadra                  |
| ----- | ---- | ------------------------ |
| 1-7   | MOV  | Movistar Team            |
| 11-17 | CJR  | Caja Rural-Seguros RGA   |
| 21-27 | BBH  | Burgos-BH                |
| 31-37 | EUS  | Euskaltel-Euskadi        |
| 41-47 | EKP  | Equipo Kern Pharma       |
| 51-57 | EOK  | Eolo-Kometa Cycling Team |
| 61-67 | GAZ  | Gazprom-RusVelo          |
| 71-77 | TNN  | Team Novo Nordisk        |

| N.      | Cod. | Squadra                  |
| ------- | ---- | ------------------------ |
| 81-87   | EHE  | Electro Hiper Europa     |
| 91-97   | DKO  | Delko                    |
| 101-107 | LLC  | Louletano-Loulé Concelho |
| 111-117 | GIS  | Gios                     |
| 121-127 | ARK  | Team Arkéa-Samsic        |
| 131-137 | TDE  | Total Direct Énergie     |
| 141-147 | MED  | Team Medellín            |

## Dettagli delle tappe

### 1ª tappa
- 30 aprile: Oviedo > Pola de Lena – 184,5 km

Risultati
| Pos. | Corridore       | Squadra  | Tempo    |
| ---- | --------------- | -------- | -------- |
| 1    | Nairo Quintana  | Arkéa    | 5h03'45" |
| 2    | Antonio Pedrero | Movistar | a 26"    |
| 3    | Pierre Latour   | Total    | a 27"    |

| Pos. | Corridore       | Squadra  | Tempo    |
| ---- | --------------- | -------- | -------- |
| 1    | Nairo Quintana  | Arkéa    | 5h03'35" |
| 2    | Antonio Pedrero | Movistar | a 30"    |
| 3    | Pierre Latour   | Total    | a 33"    |

### 2ª tappa
- 1º maggio: Candás > Cangas del Narcea – 200,5 km

Risultati
| Pos. | Corridore        | Squadra  | Tempo    |
| ---- | ---------------- | -------- | -------- |
| 1    | Héctor Carretero | Movistar | 5h30'57" |
| 2    | Einer Rubio      | Movistar | s.t.     |
| 3    | Nairo Quintana   | Arkéa    | s.t.     |

| Pos. | Corridore       | Squadra  | Tempo     |
| ---- | --------------- | -------- | --------- |
| 1    | Nairo Quintana  | Arkéa    | 10h34'26" |
| 2    | Antonio Pedrero | Movistar | a 36"     |
| 3    | Einer Rubio     | Movistar | a 1'01"   |

### 3ª tappa
- 2 maggio: Cangas del Narcea > Monte Naranco – 125,3 km

Risultati
| Pos. | Corridore          | Squadra    | Tempo    |
| ---- | ------------------ | ---------- | -------- |
| 1    | Pierre Latour      | Total      | 2h59'49" |
| 2    | Alejandro Osorio   | Caja Rural | a 2"     |
| 3    | Víctor de la Parte | Total      | a 12"    |

| Pos. | Corridore       | Squadra  | Tempo     |
| ---- | --------------- | -------- | --------- |
| 1    | Nairo Quintana  | Arkéa    | 13h34'27" |
| 2    | Antonio Pedrero | Movistar | a 36"     |
| 3    | Pierre Latour   | Total    | a 54"     |

## Evoluzione delle classifiche
| Tappa             | Vincitore         | Classifica generale Maglia blu | Classifica scalatori Maglia a pois | Classifica punti Maglia verde | Classifica sprinter Maglia grigia | Classifica a squadre |
| ----------------- | ----------------- | ------------------------------ | ---------------------------------- | ----------------------------- | --------------------------------- | -------------------- |
| 1ª                | Nairo Quintana    | Nairo Quintana                 | José Manuel Gutiérrez              | Nairo Quintana                | Daniel Viegas                     | Movistar Team        |
| 2ª                | Héctor Carretero  | Nairo Quintana                 | José Manuel Gutiérrez              | Nairo Quintana                | Daniel Viegas                     | Movistar Team        |
| 3ª                | Pierre Latour     | Nairo Quintana                 | José Manuel Gutiérrez              | Nairo Quintana                | Daniel Viegas                     | Movistar Team        |
| Classifica finale | Classifica finale | Nairo Quintana                 | José Manuel Gutiérrez              | Nairo Quintana                | Daniel Viegas                     | Movistar Team        |

Maglie indossate da altri ciclisti in caso di due o più maglie vinte
- Nella 2ª e 3ª tappa Antonio Pedrero ha indossato la maglia verde al posto di Nairo Quintana.

## Classifiche finali

### Classifica generale - Maglia blu
| Pos. | Corridore          | Squadra    | Tempo     |
| ---- | ------------------ | ---------- | --------- |
| 1    | Nairo Quintana     | Arkéa      | 13h34'27" |
| 2    | Antonio Pedrero    | Movistar   | a 36"     |
| 3    | Pierre Latour      | Total      | a 54"     |
| 4    | Víctor de la Parte | Total      | a 1'01"   |
| 5    | Einer Rubio        | Movistar   | a 1'08"   |
| 6    | Alejandro Osorio   | Caja Rural | a 1'26"   |
| 7    | Roger Adrià        | Kern       | a 1'52"   |
| 8    | Il'nur Zakarin     | Gazprom    | a 2'00"   |
| 9    | Nelson Oliveira    | Movistar   | a 2'43"   |
| 10   | Julen Amezqueta    | Caja Rural | a 3'03"   |

### Classifica scalatori - Maglia a pois
| Pos. | Corridore          | Squadra  | Punti |
| ---- | ------------------ | -------- | ----- |
| 1    | J.M. Gutiérrez     | Gios     | 19    |
| 2    | Víctor de la Parte | Total    | 16    |
| 3    | Pierre Latour      | Total    | 15    |
| 4    | Antonio Pedrero    | Movistar | 13    |
| 5    | Daniel Viegas      | Eolo     | 13    |

### Classifica a punti - Maglia verde
| Pos. | Corridore        | Squadra    | Punti |
| ---- | ---------------- | ---------- | ----- |
| 1    | Nairo Quintana   | Arkéa      | 57    |
| 2    | Pierre Latour    | Total      | 48    |
| 3    | Antonio Pedrero  | Movistar   | 44    |
| 4    | Alejandro Osorio | Caja Rural | 36    |
| 5    | Einer Rubio      | Movistar   | 33    |

### Classifica sprinter - Maglia grigia
| Pos. | Corridore          | Squadra  | Punti |
| ---- | ------------------ | -------- | ----- |
| 1    | Daniel Viegas      | Eolo     | 12    |
| 2    | Nelson Oliveira    | Movistar | 6     |
| 3    | Ángel Madrazo      | Burgos   | 4     |
| 4    | J.M. Gutiérrez     | Gios     | 4     |
| 5    | Mathieu Burgaudeau | Total    | 2     |

### Classifica a squadre
| Pos. | Squadra                | Tempo     |
| ---- | ---------------------- | --------- |
| 1    | Movistar Team          | 40h47'27" |
| 2    | Caja Rural-Seguros RGA | a 6'11"   |
| 3    | Euskaltel-Euskadi      | a 8'54"   |
| 4    | Total Direct Énergie   | a 9'16"   |
| 5    | Equipo Kern Pharma     | a 11'50"  |